# Bridgette B
Bridgette B, pseudonimo di Luz Abreu (Barcellona, 15 ottobre 1983), è un'attrice pornografica spagnola.

## Biografia
Nata e cresciuta a Barcellona, in età adolescenziale si è trasferita negli Stati Uniti, dove ha iniziato a lavorare come ballerina. Dopo aver concluso gli studi, ha iniziato la sua carriera come attrice pornografica nel 2008 all'età di 25 anni con il nome di Bridgette B, scelta dal suo agente tra le sue attrici preferite quali Sophia Loren, Marilyn Monroe e Brigitte Bardot. Nel luglio del 2009 si è sottoposta a un intervento di aumento del seno passando da una misura 34C a una 34DDD.
Nel 2011, agli AVN Awards, è stata nominata come Miglior scena lesbo di gruppo in Girlvana 5, premio che non ha vinto.
È produttrice e ha girato più di 300 titoli, sia per Internet che per DVD1, dalle sue prime produzioni come Kung Fu Nurses a Go-Go 2 nel 2008, a quelle più recenti come Dysfunktion nel 2015, e collaborando con attori e attrici, come Tiffany Taylor e Rebeca Linares, tra gli altri.
Nel 2018 ha preso parte alla terza edizione del reality show Brazzers House, dove ha raggiunto la finale classificandosi in quinta posizione. Sul fianco destro ha tatuato la frase “La jalousie et une maladie” (La gelosia è una malattia).
Nel 2019 e nel 2020 è stata la vincitrice dell'XBIZ Award per MILF Artist of the Year.
Ad oggi ha girato oltre 1100 scene con le maggiori case di produzione quali Brazzers, BangBros, Naughty America, Reality Kings e Digital Playground.

## Vita privata
Nel 2015 ha intrapreso una relazione con il collega Markus Dupree e l'anno successivo si sono sposati. Nel 2019 i due hanno annunciato il loro divorzio.

## Filmografia parziale
- Vagtastic (2007)
- Brand New Faces 10 (2008)
- Bridgette Loves How A Cock Feels in Between Her Tits (2008)
- Diggin in the Gapes 1 (2008)
- Down Your Throat 6 (2008)
- Extra Long Stay (2008)
- Hot Bitches and Banana Fucking Contest (2008)
- Hot Sauce 7 (2008)
- Hustler XXX 30 (2008)
- Kung Fu Nurses A Go-Go 2 (2008)
- Last Call (2008)
- Latin Adultery 7 (2008)
- Lovely Dance Lesson (2008)
- Mouth 2 Mouth 12 (2008)
- Naughty Office 13 (2008)
- Poolside Pussy 1 (2008)
- Whole Enchilada 3 (2008)
- Women Seeking Women 48 (2008)
- Young Latin Ass 6 (2008)
- 70s Show: A XXX Parody (2009)
- Angelina Armani: Overcome (2009)
- Ass For Days 7 (2009)
- Babewatch: Lifeguard On Duty (2009)
- Being Bad With Bridgette B (2009)
- Big Oiled Up Asses 2 (2009)
- Big Titty Slaves (2009)
- Bossy Boss 3 (2009)
- Brazzers Taxi Service (2009)
- Bridgette B's Bankin' On New Bouncin' Bub-Bubs, Bub (2009)
- Can He Score 1 (2009)
- Dick or Treat (2009)
- Doll House 6 (2009)
- Double D Nurses (2009)
- Fill My Cracks And Fuck My Ass (2009)
- Filthy's Teenage Delinquents 2 (2009)
- Forced Bi Interrogation (2009)
- Fuckd Team 5 (2009)
- Games of Love (2009)
- Girl From Barcelona (2009)
- Girlfriend Vignettes 2 (2009)
- Girlvana 5 (2009)
- Hot Showers 18 (2009)
- Internet All Stars (2009)
- Killer Grip 5 (2009)
- Latin Adultery 9 (2009)
- Latinistas 1 (2009)
- Legend of the Magic Taco (2009)
- Mean Amazon Bitches 1 (2009)
- Mean Bitches POV 2 (2009)
- Mi Gustas Cock (2009)
- Mo' Boobs Mo' Problems (2009)
- Muy Caliente 7 (2009)
- My Wife's Hot Friend 3694 (2009)
- Neo Pornographia 5 (2009)
- Pocoho: The Treaty of Peace (2009)
- Push 2 Play (2009)
- Real Wife Stories 5 (2009)
- Risque Moments (2009)
- Small Town (2009)
- Starting The New Year With A Bang (2009)
- Suck It Dry 6 (2009)
- Supermodel Slumber Party (2009)
- Taste of Stoya (2009)
- Wet 1 (2009)
- Who Got Served (2009)
- Young Latin Ass Allstars (2009)
- Alfred Hugecock's Anal Psycho (2010)
- All Ditz and Jumbo Tits 11 (2010)
- Anal Overdose 1 (2010)
- Asseaters Unanimous 21 (2010)
- Bangin in the Woods (2010)
- Barely Legal All Girl Slumber Party 2 (2010)
- Big Lebowski: A XXX Parody (2010)
- Big Tit Crackers 1 (2010)
- Big Tit Cream Pie 6 (2010)
- Big Tit Fixation 2 (2010)
- Big Tit Oil Orgy (2010)
- Big Tits at Work 9 (2010)
- Big Tits Boss 12 (2010)
- Big Tits in Sports 4 (2010)
- Blow Job Face (2010)
- Body Heat (2010)
- Born To Be Bad (2010)
- Bridgette B's Double P (2010)
- Bumpy Business (2010)
- Busted (2010)
- Busty Beauties: The A List 2 (2010)
- CFNM Secret 4 (2010)
- Cranked (2010)
- Curvies (2010)
- DD Doctors (2010)
- Delicate Beauty (2010)
- Dick Is For Suck (2010)
- Dripping Inside (2010)
- Droppin' Loads 2 (2010)
- Erotic Femdom 7 (2010)
- Even Pornstars Get Stage Fright (2010)
- Evil Anal 12 (2010)
- Forced Bi Extravaganza (2010)
- Fresh Meat 27 (2010)
- Fuck Team 5 11 (2010)
- Guilty Pleasures 2 (2010)
- Hardcore Gamblers (2010)
- Head For The Border (2010)
- Honey, I Forced You Bi 2 (2010)
- I Love Big Toys 26 (2010)
- Indulgence 1 (2010)
- Latin Adultery 11 (2010)
- Latin Adultery 12 (2010)
- Latinass 2 (2010)
- Little Hubby Cocksucker 2 (2010)
- Look at Me Whore 1 (2010)
- Lust (2010)
- Lust Lovers 1 (2010)
- Midnight Prowl 17 (2010)
- My Boss' Daughter (2010)
- Naturally Exposed 11 (2010)
- Neighborhood Swingers 1 (2010)
- Opportunity Knockers (2010)
- Paste My Face 15 (2010)
- Playful Booty (2010)
- Porn Fidelity 21 (2010)
- Pound the Round POV 6 (2010)
- POV Junkie 2 (2010)
- Rack It Up 5 (2010)
- Savanna's Anal Gangbang (2010)
- Shaw-Slut Redemption (2010)
- Slut Spill (2010)
- Slutty and Sluttier 13 (2010)
- So Young So Sexy POV 1 (2010)
- Step Up To Get Your Dick Up (2010)
- Surreal Sex 1 (2010)
- Sweet Pussy (2010)
- Teen Confessions (2010)
- This Ain't Cheaters XXX (2010)
- This Isn't Fast Times at Ridgemont High (2010)
- Throat Love 4 (2010)
- Throated 30 (2010)
- Touch My Tushy 5 (2010)
- Watcher (2010)
- We Suck 3 (2010)
- Woman's Touch 2 (2010)
- 21 Ways To Suck A Cock (2011)
- Amazons (2011)
- Bad Girls 6 (2011)
- Big Black Beef Stretches Little Pink Meat 7 (2011)
- Big Tit Cream Pie 13 (2011)
- Big Tit Fanatic (2011)
- Big Tit Patrol 11 (2011)
- Big Tits at School 11 (2011)
- Big Titty Committee (2011)
- Bigger The Pole The Tighter The Hole (2011)
- Black Booty (2011)
- Blumpkin Blowjobs 1 (2011)
- Bra Busters 2 (2011)
- Crib (2011)
- Cum in My Gaping Butthole 3 (2011)
- Delphi (2011)
- Dripping Inside 2 (2011)
- Driven To Ecstasy 2 (2011)
- Fantasy Girls (2011)
- Forced Bi Extravaganza 6 (2011)
- Girl with the Horny Tattoo (2011)
- Guilty Pleasures 3 (2011)
- Hot Line (2011)
- Housewife 1 on 1 21 (2011)
- Hustler's Untrue Hollywood Stories: Oprah (2011)
- I Am London (2011)
- Internal Damnation 4 (2011)
- Intimate Encounters 2 (2011)
- It's the Highway or It's the Bi-Way (2011)
- Katwoman XXX (2011)
- Latin Adultery 15 (2011)
- Lesbian Spotlight: Bridget B. (2011)
- Lesbian Spotlight: Capri Cavalli (2011)
- Lesbian Spotlight: Shyla Stylez (2011)
- Lesbian Spotlight: Sienna West (2011)
- Magical Feet 13 (2011)
- Me First (2011)
- My Dad's Hot Girlfriend 6 (2011)
- Oil Overload 5 (2011)
- Oral Overload 2 (2011)
- Orgy Sex Parties 14 (2011)
- Pinup Fusion (2011)
- Pornstars Punishment 3 (2011)
- Pretty Tied Up (2011)
- Seduced By A Real Lesbian 11 (2011)
- Sexperts (2011)
- Sexy Senoritas 7 (2011)
- Solo Sweethearts 2 (2011)
- Strip Searched 1 (2011)
- Supertits (2011)
- Surreal Sex 3 (2011)
- Swallowed Alive (2011)
- This Ain't Dracula XXX (2011)
- Titlicious 3 (2011)
- Titterific 6 (2011)
- Titty Sweat 3 (2011)
- Vivid's 102 Cum Shots (2011)
- Wet Juicy Juggs 4 (2011)
- Wham Bam 2 (2011)
- You Asked Whore It (2011)
- 25 Sexiest Boobs Ever (2012)
- B is For Baby Whore (2012)
- Battle Bang 7 (2012)
- Bi-Sexual Harassment 2 (2012)
- Big American Tits (2012)
- Big Booty White Girlz 6 (2012)
- Big Game (2012)
- Big Tits at Work 15 (2012)
- Big Tits in Sports 11 (2012)
- Big Titty Time (2012)
- Big Wet Tits 11 (2012)
- Bitches Who... Force Hubby Bi 11 (2012)
- BJ's In PJ's 2 (2012)
- Blacks On Blondes: Bridgette B (2012)
- Breast Fed 4 (2012)
- Brown Eye Buffet (2012)
- Busty Beauties: Top Shelf Titties 1 (2012)
- Busty Creampies 4 (2012)
- Butthole Barrio Bitches (2012)
- Clean My Ass 3 (2012)
- Clean My Ass 4 (2012)
- Cum Vacuums (2012)
- Dairyere The Moovie (2012)
- Deep Throat This 57 (2012)
- Dorm Girl Bubble Butts (2012)
- el Gordo y la Flaca XXX (2012)
- Fuck My Tits 7 (2012)
- Godfather: A Dreamzone Parody (2012)
- Handjobs and Handcuffs 1 (2012)
- Home Toys (2012)
- Housewife 1 on 1 26 (2012)
- Interracial Internal 1 (2012)
- Lady Caca: Porn This Way (2012)
- Latin Adultery 20 (2012)
- Latin Mommas 2 (2012)
- Made in USA 2 (2012)
- Massive Anal Booty 2 (2012)
- More Cola Please (2012)
- Naughty Office 26 (2012)
- Orgy: The XXX Championship 2 (2012)
- Possessed by Sexxx (2012)
- Sassy Ass (2012)
- Sex Does A Body Good (2012)
- Simon's Anatomy 2 (2012)
- Strippers' Paradise (2012)
- Swallow This 24 (2012)
- Titterific 20 (2012)
- Titty Creampies 3 (2012)
- Turn-On (2012)
- U.S. Sluts 3 (2012)
- Wheel of Debauchery 11 (2012)
- Worship My Giant Black Ass 2 (2012)
- 25 Sexiest Latin Porn Stars Ever (2013)
- Adam & Eve's Legendary Latinas (2013)
- Anal Queens (2013)
- Banging Blonde Bitches (2013)
- Big Bodacious Knockers 9 (2013)
- Big Boob Babes (2013)
- Big Butts Like It Big 12 (2013)
- Big Tit Centerfolds 1 (2013)
- Big Tit Cream Pie 20 (2013)
- Big Tit Fantasies 1 (2013)
- Big Tits and Blowjobs 3 (2013)
- Big Tits Like Big Dicks 9 (2013)
- Big Titty Committee 3 (2013)
- Big Wet Butts 11 (2013)
- Big White Tits Need Big Black Dicks (2013)
- Bomb Ass White Booty 18 (2013)
- Bruce Venture Has A Big Dick (2013)
- Busty Lesbian Sex 2 (2013)
- Busty Sluts 3 (2013)
- Camel Toe Obsessions (2013)
- Captured to be a Gay Cum Bucket 2 (2013)
- Careful My Pussy is Habit Forming (2013)
- Everybody Loves Big Boobies 8 (2013)
- Evil Anal 17 (2013)
- Facesitting Tales (2013)
- Fluffers 16 (2013)
- Flynt Vault: Blonde Bombshells (2013)
- Fuck a Fan 20 (2013)
- Handjob Winner 17 (2013)
- Housewives of Lex Steele (2013)
- Inside Her Ass 2 (2013)
- Jack Attack (2013)
- Juicy White Anal Booty 7 (2013)
- Lex's Breast Fest (2013)
- Lisa Ann's Anal Nightmare (2013)
- Mama's Got Big Boobies (2013)
- Manuel Ferrara's Reverse Gangbang (2013)
- Massive Asses 7 (2013)
- Mounds Of Joy 7 (2013)
- My First Sex Teacher 34 (2013)
- My Tattooed Freak (2013)
- Neighbor Affair 17 (2013)
- Office Secrets (2013)
- Orgy Masters 2 (2013)
- Porn-Star Gets Fucked By A Big Black Cock (2013)
- Pornstars Like It Big 16 (2013)
- POV Jugg Fuckers 5 (2013)
- Pussy Central (2013)
- Rump Raiders 3 (2013)
- She Got Some Butt (2013)
- She's Gonna Squirt 2 (2013)
- Spin Suck and Fuck 10 (2013)
- Spin Suck and Fuck 7 (2013)
- Suck Balls 3 (2013)
- Swallowing Is Good For You (2013)
- Three Times the Booty (2013)
- Titterific 25 (2013)
- Titterific 27 (2013)
- Titty Creampies 5 (2013)
- Tonight's Girlfriend 16 (2013)
- White Witch (2013)
- Amazing Asses 15 (2014)
- Bridgette B. Spanish Fuck Doll (2019)
- Big Cock Bully 25782 (2020)
- 25 Sexiest Latin Porn Stars Ever 2 (2020)
- Bad Busty MILFs (2020)
- Balled-Room Dancing (2020)
- Best of Brazzers: Hottest Dommes (2020)
- Best of Brazzers: Summer Edition (2020)
- Best Of Brazzers: Titty Tuesday (2020)
- Cocktail Tease (2020)
- Fucking Fight Me (2020)
- Moms Lick Teens 24 (2020)
- Moriah's Wedding Shower (2020)
- Pornstar Therapy 5 (2020)
- Pornstar Experience (2020)
- Pounded In Pantyhose (2020)
- RK Prime 21 (2020)
- Stuck Between Anal And A Workout (2020)
- Two For One Special (2020)
- Adam and Eve's Toy Box (2021)
- Black In Me 5 (2021)
- Breezy Bridgette (2021)
- Bridgette Bangs Some Rockstar Cock (2021)
- Dressed to Empress (2021)
- Fuck I'm Live Streaming (2021)
- Good Wife Goes Bad (2021)
- Poolside Sex For The Horny Wife (2021)
- Secrets Of A Busty Hot Wife (2021)
- Sweetest Pussy (2021)
- Poppin' Latin Pussy 24 (2022)

## Riconoscimenti
AVN Awards
2012 – Unsung Starlet of the Year
Nomination
- 2014 – Candidatura per Unsung Starlet of the Year[7]
- 2015 – Candidatura per Best Boobs (Fan Award)[8]
- 2016 – Candidatura per MILF Performer of the Year[9]
- 2016 – Candidatura per Hottest Milf (Fan Award)[9]
- 2018 – Candidatura per MILF Performer of the Year[10]
- 2019 – Candidatura per Best Double Penetration Sex Scene per Rich Fucks con Xander Corvus e Toni RIbas[11]
- 2019 – Candidatura per MILF Performer of the Year[11]
- 2020 – Candidatura per Best Blowbang Scene per Bridgette B. Spanish Fuck Doll[12]
- 2020 – Candidatura per MILF Performer of the Year[12]
- 2020 – Candidatura per Hottest Milf (Fan Award)[12]
- 2021 – Candidatura per MILF Performer of the Year[12]
- 2021 – Candidatura per Hottest Milf (Fan Award)[12]
- 2021 – Candidatura per Favorite Female Pornostar (Fan Award)[12]
- 2022 – Candidatura per MILF Performer of the Year[12]
- XBIZ Awards
  - 2018 – Best Sex Scene - Virtual Reality per The Wrong House to Rob[13]
  - 2019 – MILF Performer of the Year[14]
  - 2020 – Best Sex Scene – Gonzo per Bridgette B Spanish Fuck Doll con Jax Slayer e Rob Piper[15]
  - 2020 – Best Sex Scene - Taboo-Themed per The Rules con Ivy Wolfe e Tyler Nixon[15]
  - 2020 – MILF Performer of the Year[15]

Nomination
- 2017 – Candidatura per Best Scene – Vignette Release per Family Transgressions con Xander Corvus[16]
- 2018 – Candidatura per Best Sex Scene – Virtual Reality per Motherly Love con Dillion Harper[17]
- 2018 – Candidatura per MILF Performer of the Year[17]
- 2019 – Candidatura per Best Sex Scene – Gonzo Release per Anal Fuck Dolls 3 con Johnny Castle[18]
- 2019 – Candidatura per Best Sex Scene – Taboo Release per Dysfucktional 2 con Tyler Nixon[18]
- 2020 – Candidatura per Performer Showcase of the Year per Spanish Fuck Doll[19]
- 2020 – Candidatura per Best Supporting Actress per The Rules[19]
- 2020 – Candidatura per Best Sex Scene – All-Girl per Honeymoon con Ivy Wolfe[19]
- 2020 – Candidatura per Best Sex Scene – Virtual Reality per Secret NYE VR Porn Party With You and Seven Porn Stars con Dolly Leigh, Emma Starletto, Kayla Paris, Naomi Blue, Romi Rain, Whitney Wright e Bambino[19]
- 2021 – Candidatura per MILF Performer of the Year[20]
- 2022 – Candidatura per MILF Performer of the Year[21]
- NightMoves Awards
  - 2018 – Best MILF Performer (Industry/Critic)[22]
  - 2019 – Best MILF Performer (Fan Award)[23]

Nomination
- 2012 – Candidatura per Best Latina Performer[24]
- 2013 – Candidatura per Best Boobs[25]
- 2021 – Candidatura per Best MILF Performer[26]
- XRCO Awards
  - 2019 – MILF of the Year[27]
  - 2020 – MILF of the Year[28]

Nomination
- 2012 – Candidatura per Unsung Siren of the Year[29]
- 2014 – Candidatura per Unsung Siren of the Year[30]
- 2020 – Candidatura per Star Showcase per Spanish Fuck Doll[31]
- Pornhub Awards
  - 2019 – Candidatura per Best Chest (Top Big Tits Performer)[32]
- Spank Bank Awards
  - 2018 – Candidatura per Exotic Femme Fatale of the Year[33]
  - 2018 – Candidatura per Magnificent MILF of the Year[33]
  - 2018 – Candidatura per Mistress of the Strap On[33]
  - 2020 – Candidatura per Best Supporting Mattress Actress[34]
  - 2020 – Candidatura per Blowbang / Bukkake Badass of the Year[34]
  - 2020 – Candidatura per Buxom Beauty of the Year[34]
  - 2020 – Candidatura per Magnificent MILF of the Year[34]
- XCritic Awards
  - 2020 – Candidatura per Best MILF[35]
- Sex Awards
  - 2013 – Candidatura per Porn's Best Body[36]
- Urban X Awards
  - 2019 – MILF Performer of the Year[37]

Nomination
- 2019 – Candidatura per Female Performer of the Year[38]